# Németh Sándor Zoltán
Németh Sándor Zoltán (Kolozsvár, 1968. június 10. –) matematikus, Németh Sándor és Németh Júlia fia.

## Élete
A kolozsvári Babeș–Bolyai Tudományegyetem matematika szakán végzett 1993-ban, 1994–1995 között ugyanott tanársegéd, 1999-ben doktorált a budapesti Eötvös Loránd Tudományegyetemen. 1999–2005 az MTA  Számítástechnikai és Automatizálási Kuatatóintézetének tudományos főmunkatársa. 2001-től a School of Mechanical Engineering The University of Birmingham külsó oktatója, kutatója, majd 2005-től egyetemi oktatója.

## Munkássága
Kutatási területei: rendezett vektorterek, Riemann-geometria.